# ポール・アラン・コックス

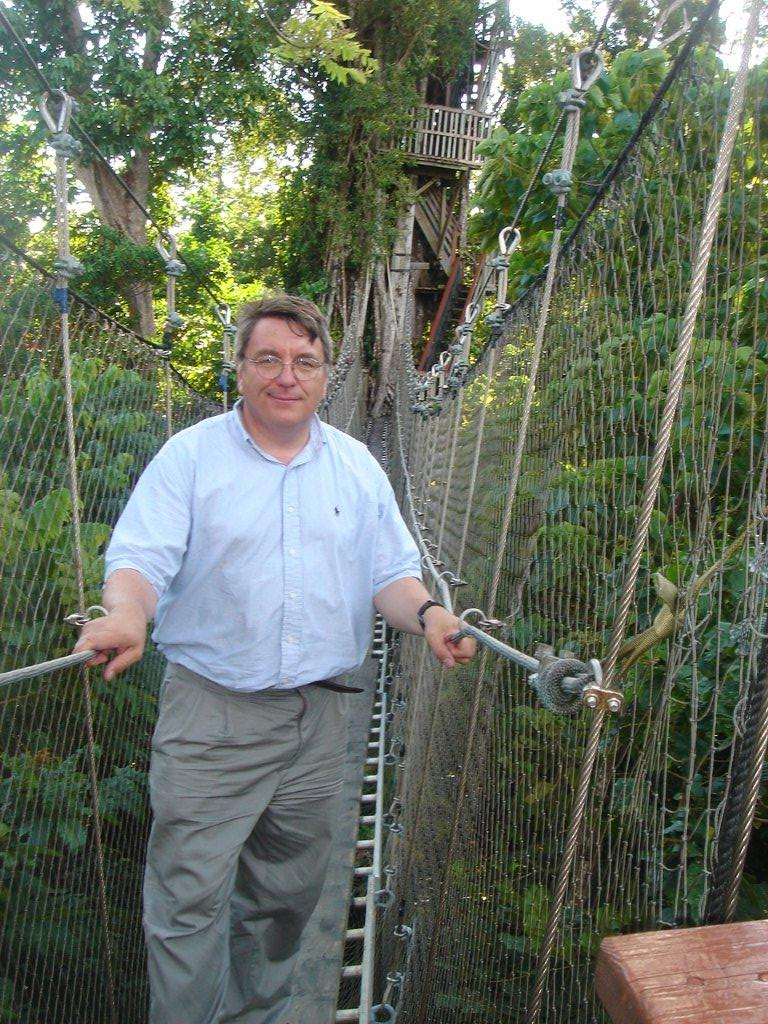
ポール・アラン・コックス

ポール・アラン・コックス（Paul Alan Cox 、1953年 - ）は、アメリカ合衆国ユタ州およびワイオミング州出身の植物学者。
特に島の植物の生態学と島の人々の植物の利用に焦点を当てた研究を行っている。シーコロジー（Seacology＝Sea＋Ecology）創始者。

## 人物
ブリガムヤング大学で教授、学部長を長年務めた。7年間に渡って、国立熱帯植物園 (NTBG) 園長（ハワイ・カウアイ島、フロリダ）を務めた。現在はNTBG傘下のThe Institute for Ethnomedicineの常任理事を務めている。
コックスは、進化生態学の研究からスタートしたものの、自身の母親を乳癌で失った後から、民族薬の研究を進めていった。

## 来歴
ブリガムヤング大学で植物学を修めた後、フルブライト奨学金を得て、イギリスのウェールズ大学バンガー校で生態学の修士号を取得、その後Danforth奨学金、アメリカ国立科学財団奨学金を得るなどして、ハーバード大学で生物学の学位 (Ph.D.) を取得した。続いて、カリフォルニア大学バークレー校Miller Institute for Basic Research in ScienceでMiller Research Fellowshipを受け、後にオーストラリアのメルボルン大学研究員となった。
1997年、島とその住民達のために情熱を捧げる彼の努力の成果が認められゴールドマン環境賞を受賞した。また、タイム誌、ナショナル・ジオグラフィック誌等、数々のメディアでもとり上げられている。豊富な種類の島言語を活用している。